# کنکورد (آلاباما)
کنکورد (به انگلیسی: Concord) شهرکی در شهرستان جفرسون ایالت آلاباما است که مساحت آن ۸٫۷۶ کیلومترمربع است و در سرشماری سال ۲۰۱۰ میلادی، ۱٬۸۳۷ نفر جمعیت داشته و تراکم جمعیتی آن، ۲۰۹٫۷ در کیلومترمربع بوده است.